# Ricardinho (football, 1988)
Pour les articles homonymes, voir Ricardinho.
Ricardo Alves Pereira, plus communément appelé Ricardinho est un footballeur brésilien né le 8 août 1988. Il est attaquant.